# Nurabad (Lorestan)
Nūrābād (farsi نورآباد) è una città dello shahrestān di Dalfan, circoscrizione Centrale, nella provincia del Lorestan. Aveva, nel 2006, una popolazione di 56.404 abitanti. 
In direzione sud-ovest, 10 km dalla città, si trova l'importante sito archeologico di Bābā Jān Tepe34°01′N 47°56′E.